# Chuck Low
Chuck Low (født 21. juli 1928 - død 18. september 2017 var en amerikansk skuespiller. Han var sikkert bedst kendt som den grådige Morris Kessler i gangsterfilmen Goodfellas fra (1990).